# Infoman
Infoman est une émission de télévision hebdomadaire québécoise animée par Jean-René Dufort, qui présente l'actualité de façon satirique. Elle est diffusée sur les ondes de Radio-Canada depuis 2000.

## Concept de l’émission
Infoman est un concept original de Stéphane Laporte et Jean-René Dufort. Les politiciens, les sujets chauds de l'actualité et la culture populaire sont présentés avec un sens de l'humour décapant. Cette émission est connue principalement pour son irrévérence envers les politiciens fédéraux, phénomène exacerbé durant la commission Gomery.
Le tout début d’Infoman a été diffusé à La fin du monde est à 7 heures, où Jean-René Dufort a perfectionné pendant trois ans l’art du reportage à saveur humoristique, aux côtés de Marc Labrèche et de Bruno Blanchet. 
D'abord diffusée le vendredi à 19 h 30, l'émission s'est vue déplacée de case horaire pour se retrouver le jeudi à 19 h 30 au début de 2006, puis, en 2007, le samedi. À l'occasion de sa huitième année, Infoman fut à nouveau diffusé le jeudi. Chantal Lamarre présente à chaque semaine un segment de l'émission d'une durée de cinq minutes où elle a la liberté de se plaindre de tout ce qu'elle veut. Le journaliste MC Gilles y fait aussi une chronique chaque semaine.
Infoman peut être considéré comme une émission d'infodivertissement (infotainment), pour la contraction d’information et de divertissement, puisqu'elle mélange les séquences informatives et divertissantes.
L'émission prépare également chaque année une revue de l'année écoulée qui est diffusée avant le Bye Bye.

## Participants
- Jean-René Dufort
- Chantal Lamarre
- MC Gilles (Dave-Éric Ouellet)
- Maude Vachon